# Striadorbis pedderi
Striadorbis pedderi е вид сладководно коремоного от семейство Glacidorbidae.

## Разпространение
Видът е ендемичен за Австралия.